# Stefan Ude
Stefan Ude (ur. 14 października 1974), niemiecki muzyk rockowy, basista zespołu Guano Apes.
Z wykształcenia technik kreślarstwa. W 1990 wspólnie z gitarzystą  Henningiem Rümenappem i perkusistą Dennisem Poschwattą założył w Getyndze zespół Guano Apes, który zyskał sławę w połowie lat 90. po dołączeniu wokalistki Sandry Nasić. Gitara basowa odgrywa w zespole dużą rolę, nie ograniczając się tylko do tła muzycznego.